# Snowball & Son
Snowball & Son was een warenhuis in Gateshead.

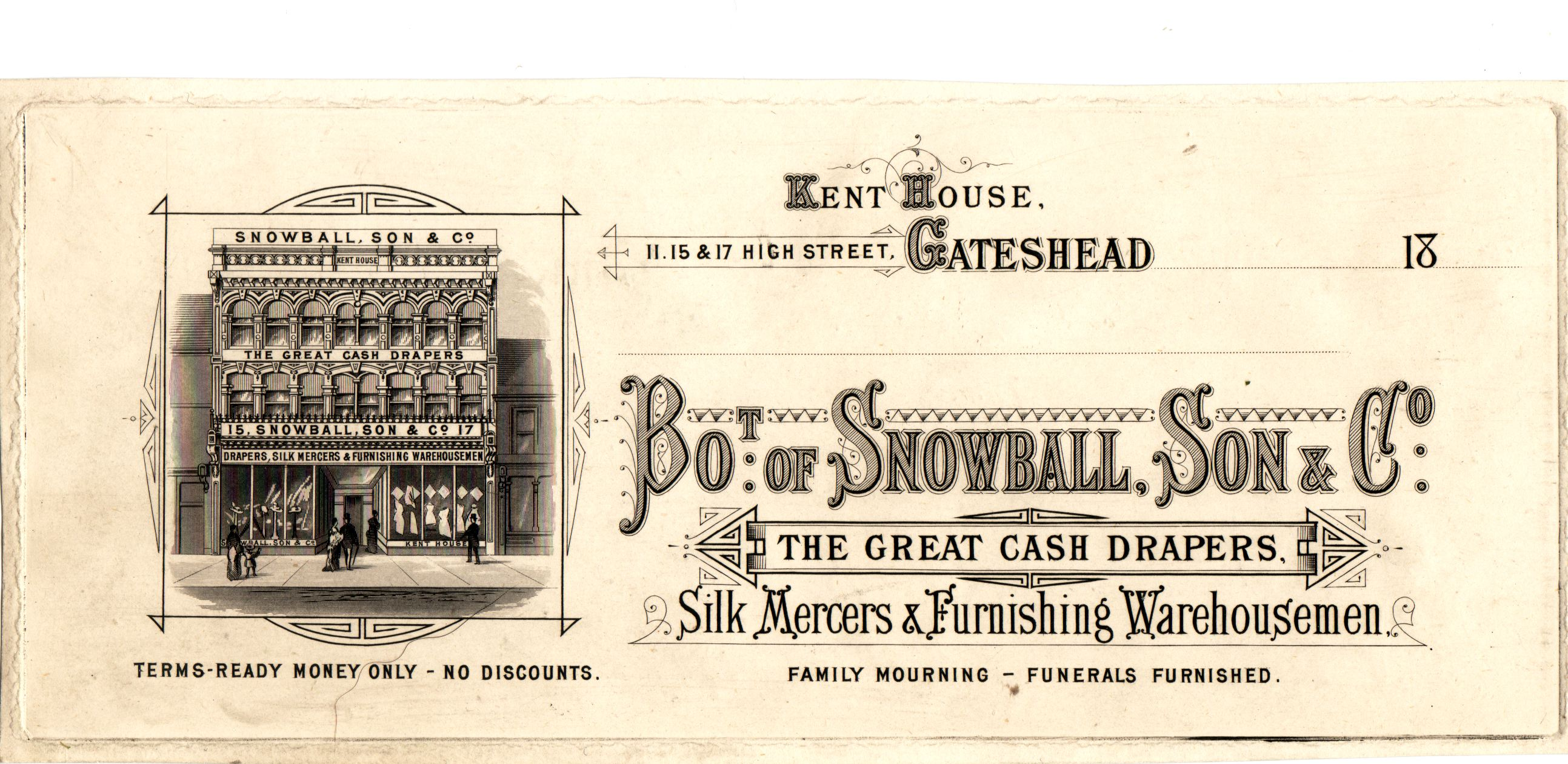

## Geschiedenis
In 1850 opende William Snowball zijn warenhuis aan High Street 15-25 in Gateshead. De winkel verkocht een verscheidenheid aan huishoudelijke artikelen en meubilair.  De oudere broer van William, James Snowball, was een succesvolle zakenman die het bedrijf Snowball Fire Brick leidde en eigenaar was van verschillende kolenmijnen.
In 1882 ging William met pensioen en werd vervangen door zijn zoon George Laverick Snowball en zijn schoonzoon William Fenwick McAllum. 
In 1889 telde het bedrijf meer dan 200 werknemers en werd het door de lokale bevolking het Harrods van het Noorden genoemd. Tijdens de Tweede Wereldoorlog kreeg de zaak echter, net als veel kleine warenhuizen in het Verenigd Koninkrijk, te kampen met problemen en moest de deuren sluiten. 
Het gebouw werd van 1946 tot 1949 gebruikt door het warenhuis Shephards. Het werd herbouwd na een verwoestende brand.